# Premiul Globul de Aur pentru cea mai bună actriță de televiziune (dramă)
Premiul Globul de Aur pentru cea mai bună actriță într-un serial de televiziune, dramă este unul dintre premiile care se acordă anual la gala Premiile Globul de Aur, și este decernat de Asociația de presă străină de la Hollywood (Hollywood Foreign Press Association, HFPA).
A fost acordat prima dată la ediția a 19-a a premiilor, la 5 martie 1962, sub titulatura Cea mai bună vedetă de televiziune - femeie, recompensând prestații în seriale de televiziune indiferent de categorie (comedie sau dramă).  În 1969, premiul a fost împărțit în două categorii: comedie și dramă, iar noua titulatură a devenit: Cea mai bună actriță într-un serial de televiziune - dramă.

## Câștigători

### Anii 1960
- 1961: Pauline Frederick
- 1962: Donna Reed – The Donna Reed Show
- 1963: Inger Stevens – The Farmer's Daughter
- 1964: Mary Tyler Moore – The Dick Van Dyke Show
- 1965: Anne Francis – Honey West
- 1966: Marlo Thomas – That Girl
- 1967: Carol Burnett – The Carol Burnett Show
- 1968: Diahann Carroll – Julia
- 1969: Linda Cristal – The High Chaparral

### Anii 1970
- 1970: Peggy Lipton – The Mod Squad
- 1971: Patricia Neal – The Homecoming: A Christmas Story
- 1972: Gail Fisher – Mannix
- 1973: Lee Remick – The Blue Knight
- 1974: Angie Dickinson – Police Woman
- 1975: Lee Remick – Lady Randolph Churchill
- 1976: Susan Blakely – Rich Man, Poor Man
- 1977: Lesley Ann Warren – 79 Park Avenue
- 1978: Rosemary Harris – Holocaust
- 1979: Natalie Wood – From Here to Eternity

### Anii 1980
- 1980: Yoko Shimada - Shogun
- 1981: Linda Evans - Dinastia și Barbara Bel Geddes - Dallas
- 1982: Joan Collins - Dinastia
- 1983: Jane Wyman - Falcon Crest
- 1984: Angela Lansbury - Murder, She Wrote
- 1985: Sharon Gless - Cagney & Lacey și Tyne Daly - Cagney & Lacey
- 1986: Angela Lansbury - Murder, She Wrote
- 1987: Susan Dey - L.A. Law
- 1988: Jill Eikenberry - L.A. Law
- 1989: Angela Lansbury - Murder, She Wrote

### Anii 1990
- 1990: Sharon Gless – The Trials of Rosie O'Neill și Patricia Wettig – thirtysomething
- 1991: Angela Lansbury – Murder, She Wrote
- 1992: Regina Taylor – I'll Fly Away
- 1993: Kathy Baker – Picket Fences
- 1994: Claire Danes – My So-Called Life
- 1995: Jane Seymour – Dr. Quinn, Medicine Woman
- 1996: Gillian Anderson – The X-Files
- 1997: Christine Lahti – Chicago Hope
- 1998: Keri Russell – Felicity
- 1999: Edie Falco – The Sopranos

### Anii 2000
- 2000: Sela Ward – Once and Again
- 2001: Jennifer Garner – Alias
- 2002: Edie Falco – The Sopranos
- 2003: Frances Conroy – Six Feet Under
- 2004: Mariska Hargitay – Law & Order: Special Victims Unit
- 2005: Geena Davis – Commander In Chief
- 2006: Kyra Sedgwick – The Closer
- 2007: Glenn Close – Damages
- 2008: Anna Paquin – True Blood
- 2009: Julianna Margulies – The Good Wife

### Anii 2010
- 2010: Katey Sagal – Sons of Anarchy
- 2011: Claire Danes – Homeland
- 2012: Claire Danes – Homeland
- 2013: Robin Wright – House of Cards
- 2014: Ruth Wilson – The Affair
- 2015: Taraji P. Henson – The Affair
- 2016: Claire Foy – The Crown
- 2017: Elisabeth Moss – The Handmaid's Tale
- 2018: Sandra Oh – Killing Eve
- 2019: Olivia Colman – The Crown

### Anii 2020
- 2020: Emma Corrin – The Crown
- 2021: Michaela Jaé Rodriguez – Pose
- 2022: Zendaya – Euphoria
- 2023: Sarah Snook – Succesiunea
- 2024: Anna Sawai – Shōgun